# Anthony Dawson
Anthony Dawson (* 18. Oktober 1916 in Edinburgh, Schottland; † 8. Januar 1992 in Sussex) war ein britischer Schauspieler. Er wurde vor allem durch seine Rolle als Mörder in Alfred Hitchcocks Bei Anruf Mord bekannt.

## Leben
Dawson hatte sein Filmdebüt 1943 während des Zweiten Weltkrieges im Spionagefilm They Met in the Dark. Es folgten die Filme The Way to the Stars (1945), The Queen of Spades (1948) und The Wooden Horse (1950). Anfang der 1950er Jahre siedelte er in die USA über, wo Hitchcock ihm 1954 die Rolle des Mörders in Bei Anruf Mord gab, die er zuvor erfolgreich am Broadway verkörpert hatte. Dieselbe Rolle spielte er ein weiteres Mal 1958 in dem TV-Film Dial M for Murder (Regie: George Schaefer). Im Film The Long Dark Hall (1952) trat er gemeinsam mit Rex Harrison auf.
Dawson arbeitete später mit Regisseur Terence Young bei den James-Bond-Filmen 007 jagt Dr. No, Liebesgrüße aus Moskau und Feuerball zusammen. Der Charakterdarsteller spielte in James Bond jagt Dr. No den Handlanger Professor Dent. Um Daniela Bianchi für den Film Liebesgrüße aus Moskau zu casten, übernahm Dawson für Testaufnahmen die Rolle des James Bond. Hier und später in Feuerball stellte Dawson einen weiteren Bösewicht dar, nämlich Bonds Erzfeind Blofeld, der seine Perserkatze krault, Pläne schmiedet und Attentate befiehlt. Beide Male war weder sein Gesicht zu sehen noch seine Stimme zu hören. Er wurde von Eric Pohlmann (sowie womöglich von Dr.-No-Darsteller Joseph Wiseman) synchronisiert. 1967 spielte er zusammen mit anderen Darstellern aus Bond-Filmen in der italienischen Bond-Parodie Operation „Kleiner Bruder“.
Dawson ist nicht mit dem italienischen Regisseur Antonio Margheriti verwandt, der zeitweise das Pseudonym Anthony M. Dawson verwendete. Diesem wurde ursprünglich auch fälschlich die Co-Autorschaft am Drehbuch zum Hammer-Thriller Der Schnorchel (1958) zugeschrieben, tatsächlich stammte die Story zu dem Thriller aber nicht vom italienischen Regisseur, sondern vom Schauspieler Anthony Dawson. Für Hammer stand Dawson 1961 auch für den Werwolffilm Der Fluch von Siniestro vor der Kamera.
Anthony Dawson starb im Alter von 75 Jahren in Sussex an einer Krebserkrankung. Andere Quellen sagen, Dawson sei an einer Leberzirrhose gestorben.

## Filmografie (Auswahl)
- 1945: The Way to the Stars (US-Titel: Johnny in the Clouds)
- 1948: Pique Dame (The Queen of Spades)
- 1951: Geheimdienst schlägt zu (I’ll Get You for This)
- 1954: Bei Anruf Mord (Dial M for Murder)
- 1958: Tiger Bay (Tiger Bay)
- 1958: Ivanhoe (Fernsehserie)
- 1958: Der Schnorchel (The Snorkel, nur Story)
- 1959: Die Nacht ist mein Feind (Libel)
- 1960: Der Fluch von Siniestro (The Curse of the Werewolf)
- 1960: Mitternachtsspitzen (Midnight Lace)
- 1960: Geheimauftrag für John Drake (Danger Man, Fernsehserie, 2 Folgen)
- 1962: James Bond – 007 jagt Dr. No (Dr. No)
- 1963: James Bond 007 – Liebesgrüße aus Moskau (From Russia with Love)
- 1965: Die amourösen Abenteuer der Moll Flanders (The amorous Adventures of Moll Flanders)
- 1965: James Bond 007 – Feuerball (Thunderball)
- 1966: Spion zwischen 2 Fronten (Triple Cross)
- 1967: Hell Is Empty
- 1967: Ich komme vom Ende der Welt (L’avventuriero)
- 1967: Operation „Kleiner Bruder“ (O. K. Connery)
- 1967: Von Mann zu Mann (Da uomo a uomo )
- 1968: … und morgen fahrt ihr zur Hölle (Dalle Ardenne all’inferno)
- 1969: Die Schlacht an der Neretva (Bitka na Neretvi)
- 1970: Deadlock
- 1971: Rivalen unter roter Sonne (Soleil Rouge)
- 1975: Der Graf von Monte Christo (The Count of Monte-Christo) (Fernsehfilm)
- 1983: Agenten sterben zweimal (The Jigsaw Man)
- 1986: Piraten (Pirates)
- 1990: Spieler